# Volla
Volla là một đô thị ở tỉnh Napoli ở vùng Campania, cách khoảng 9 km về phía đông bắc của Napoli. Tại thời điểm ngày 31 tháng 12 năm 2004, đô thị này có dân số 23.251 người và diện tích là 6,2 km².
Volla giáp các đô thị: Casalnuovo di Napoli, Casoria, Cercola, Napoli, Pollena Trocchia.